# Pozdní doba
Pozdní doba (665–332 př. n. l.) je moderní označení užívané v egyptologii pro historické období dějin starověkého Egypta zahrnující období vlády 26. dynastie až 30. dynastie a dále po ní následující 2. perské nadvlády. Někteří badatelé ovšem k Pozdní době přiřazují už 25. dynastii od jejího ovládnutí celého Egypta; v tom případě by trvala od roku 715 př. n. l. Pozdní doba následovala po Třetí přechodné době a předcházela Řecko-římskou dobu zahájenou dobytím Egypta Alexandrem Velikým.